# Ośrodek Szkolenia Żeglarskiego Marynarki Wojennej
Ośrodek Szkolenia Żeglarskiego Marynarki Wojennej imienia kmdr Czesława Cześnika – jednostka wojskowa istniejąca w Gdyni od 1947 roku, wchodząca w skład polskiej Marynarki Wojennej, przeznaczona do zabezpieczenia szkolenia żeglarskiego.

## Historia
W październiku 1946 roku powołano sekcję żeglarską w Klubie Sportowym „Flota”. 28 maja 1947 r. nastąpiła zmiana nazwy na Morski Ośrodek Sportów Wodnych, a nowo utworzony ośrodek podlegał Ministerstwo Obrony Narodowej. Komendantem ośrodka został kmdr Stanisław Żochowski.
Ośrodek prowadził szkolenie żeglarskie kadry i podchorążych Marynarki Wojennej, organizację rejsów morskich oraz popularyzację Polskiej Bandery Wojennej. W 1948 r. ośrodek dysponował sześcioma jachtami, kadrę stanowiło 10 etatowych szkoleniowców, w tym 2 wojskowych. W 1953 r. ośrodek przeniesiono do portu jachtowego w Gdyni. W 1973 r. nastąpiła zmiana nazwy na Ośrodek Szkolenia Żeglarskiego Marynarki Wojennej (OSŻMW), w następnym roku wybudowano nowy budynek ośrodka i powołano na stanowisko komendanta kmdr. Czesława Cześnika. 
W 2019 r. ośrodkowi nadano imię kmdr. Czesława Cześnika.
Ośrodek prowadzi szkolenia żeglarskie i motorowodne, prowadzi kursy  doskonalące dla kadry i podchorążych Akademii Marynarki Wojennej, organizuje i zabezpiecza rejsy nawigacyjno-szkoleniowe dla różnych  rodzajów jednostek Wojska Polskiego. W ośrodku zatrudniono 35 osób. Na wyposażeniu znajdują się 12 jachtów pełnomorskich, 5 jachtów zatokowych i 7 łodzi motorowych.

## Komendanci[1]
- kmdr Stanisław Żochowski
- kmdr Czesław Cześnik (1973-1975)
- kmdr por. Maciej Osika (-2013)[3]
- kmdr por. Piotr Ostrowski (2013-).